# Hap Sharp
Hap Sharp (n. 1 ianuarie 1928 – d. 7 mai 1993) a fost un pilot de curse auto american care a evoluat în Campionatul Mondial de Formula 1 între anii 1961 și 1964.